# Севанский усач
Севанский усач (лат. Barbus goktschaicus, арм. Սևանի բեղլու) — вид карповых рыб из рода барбусов (усачей). Является эндемиком Армении. Занесён в Красную книгу Армении (оценивается как «уязвимый»).

## Распространение и внешний вид
Встречается в озере Севан (Армения), а также в впадающих в него в некоторых реках. Имеет озёрные, озёрно-речные и речные формы. Обитает в мелководных районах Севана, на глубине до 10 м. Зимует в ямах глубиной до 30 м.
Представители севанского усача обычно достигают в длину от 15 до 18 см (а иногда — до 30 см) и до 500 грамов веса. Этот вид усача имеет тело цилиндрической формы, нижний и полулунный рот. Общая окраска тела — жёлто-серая, окраска спины — серая или серо-зелёная, окраска боковых сторон — серо-жёлто-зелёная с золотистым отливом, окраска брюха — белая, желтоватая или серо-беловатая. Окраска плавников:
- серая, тёмно-оранжевая (спинной, хвостовой),
- оранжевая, оранжевая-серая (грудной),
- телесная (брюшной, анальный)

Окраска радужной оболочки глаз — золотая или желтоватая. На телах усачей разбросаны многочисленные мелкие пятнышки, которые у больших особей могут не проявляться.

## Биологические особенности
Севанские усачи становятся половозрелыми в возрасте 3—6 лет. Самки становится половозрелыми на 1—2 года позже от самцов. Плодовитость составляет от 3 тысяч до 20 тысяч яиц (икринок), по другим данным может достигать до 26,5 тысяч. Окраска икринок — оранжевая или желтоватая. Нерест происходит в июне-августе, когда температура воды составляет 14—18 градусов Цельсия. Более маленькая речная форма, которая имеет  низкую плодовитость, на практике сохранилась только в средном течении реки Аргичи. Усачи питаются мелкими организмами, обитающими на дне или вблизи дна.

## Численность и основные факторы опасностей
В прошлом достаточно многочисленный вид, имел коммерческую ценность. Годовой вылов не превышал 20-25 тонн. Сегодня (по данным 2010 года) запасы усачей значительно оскудели (особенно озерного биотипа). Основными факторами опасностей являются — высыхания ключевых мест обитания и нереста, понижение уровня воды в озере Севан, загрязнение основных нерестовых рек, использования водных ресурсов для орошения во время нереста, а также браконьерство.

## Меры по сохранению
Искусственное разведение не было сделано и искусственные методы размножения не разработаны. С 1981 года рыбалка на озере запрещена. Охраняется в национальном парке Севан. По данным экспертов Красной книги Армении, важно осуществлять контроль над естественным размножениям рыб, разработать методы искусственного размножения и обеспечивать строгие меры по охране мест обитания усачей.